# Johan Mortensen
Johan Martin Mortensen, född 10 december 1864 i Malmö, död 30 november 1940 i London, var en svensk litteraturhistoriker. 

## Biografi
Mortensen var son till byggmästaren Christian Mårtensson och Bothilda Månsdotter Möller. Han tog studentexamen vid Malmö högre allmänna läroverk 1984 och blev filosofie kandidat vid Lunds universitet 1889, filosofie licentiat 1896, filosofie doktor 1897 och docent i litteraturhistoria 1897 och sedan tillförordnad professor i estetik, litteratur- och konsthistoria vid Göteborgs högskola under ett år. 
Därefter var han 1900–1914 docent i allmän litteraturhistoria vid Uppsala universitet, men flyttade 1914 till Lund där han blev biträdande lärare i estetik samt litteratur- och konsthistoria fram till 1919. Samma år blev tillförordnad professor, varefter han 1920 sökte professuren i Lund, om vilken han konkurrerade med Fredrik Böök och Albert Nilsson. Det blev Böök som fick professuren, medan Mortensen tilldelades professors namn. Han flyttade då till London där han bodde fram till sin död.  
Mortensen gifte sig 1910 med Anna Berg (1884–1940). Han var ledamot av Kungliga Humanistiska Vetenskapssamfundet i Uppsala och Kungliga Vetenskaps-Societeten i Uppsala.